# Теплий хліб
«Теплий хліб» — анімаційний фільм 1973 року Творчого об'єднання художньої мультиплікації студії Київнаукфільм, за мотивами казки Костянтина Паустовського.

## Сюжет
Хлопчик Пилипко скривдив старого пораненого коня - і накликав на рідне село лютий мороз. Тільки мудрий мірошник Панкрат зумів порадити Пилипкові, як виправити скоєне лихо...

## Над мультфільмом працювали
- Автор сценарію: В. Северьянова
- Режисер: Ірина Гурвич
- Художник-постановник: Генріх Уманський
- Композитор: Борис Буєвський
- Оператор: Анатолій Гаврилов
- Звукорежисер: Леонід Мороз
- Художники-мультиплікатори: Костянтин Чикін, Адольф Педан, С. Березовська, Марк Драйцун, Микола Бондар
- Асистенти: О. Малова, В. Сабліков, О. Деряжна, Т. Фадеєва
- Текст читають: Людмила Козуб, Костянтин Степанков
- Редактор: Андрій Топачевський
- Директор картини: Іван Мазепа